# Nero (album)
Nero – siódmy studyjny album grupy muzycznej Closterkeller. Wydany został 14 października 2003 przez Metal Mind Productions, natomiast 27 lutego 2004 ukazała się jego angielskojęzyczna edycja.
Teksty: Anja Orthodox. Muzyka: Closterkeller. Materiał nagrano w studio Zeman-Krason w okresie sierpień – wrzesień 2003. Produkcja: Tomasz Dziubiński – MMP. Produkcja artystyczna: Anja Orthodox. Realizacja: Marcin Gliszczyński, Marcin Tymanowski.
Projekt graficzny: Agnieszka Szuba. Program komputerowy: Radek „Larry” Grabiński.
Nagrania dotarły do 25. miejsca listy OLiS.
W czasopiśmie branżowym „Teraz Rock” wystawiono płycie ocenę 4 na 5.

## Lista utworów
Opracowano na podstawie materiału źródłowego.
| Edycja polskojęzyczna 1. „Patrząc jak toniesz” – 6:50 2. „Podziemny krąg” – 6:27 3. „Kiedy latam” – 5:49 4. „Jak o kamień deszcz” – 6:50 5. „Królowa” – 7:21 6. „On przychodzi nocą” – 4:25 7. „Nero” – 5:29 8. „Miraż” – 8:23 9. „Nieważne jak będzie” – 5:02 10. „Poza granicą dotyku” – 5:01 11. „Ktokolwiek widział” – 6:07 12. „Ktokolwiek wie” – 5:50 (bonus DG) 13. „Grzech” – 6:14 (bonus DG) 14. „Poza granicą dotyku” – 5:01 (teledysk, edycja Jewel Box) | Edycja angielskojęzyczna 1. „Watching as you Drown” – 6:54 2. „Fight Club” – 6:29 3. „As I Glide” – 6:01 4. „Like Rain Against Stone” – 6:52 5. „Queen” – 7:27 6. „He Comes when the Night Falls” – 4:24 7. „Nero” – 5:23 8. „Mirage” – 8:27 9. „No Matter What Will Be” – 4:58 10. „Amber” – 4:55 11. „Have You Seen” – 6:02 12. „Sin” – 6:15 |

## Twórcy
Opracowano na podstawie materiału źródłowego.

- Anja Orthodox – śpiew, instrumenty klawiszowe, produkcja artystyczna
- Gerard Klawe – perkusja
- Michał Rollinger – instrumenty klawiszowe
- Marcin Mentel – gitara
- Marcin Płuciennik – gitara basowa
- Tomasz Dziubiński – produkcja
- Marcin Gliszczyński, Marcin Tymanowski – realizacja
- Agnieszka Szuba – projekt graficzny
- Radek „Larry” Grabiński – program komputerowy